# Wstęgówkowate

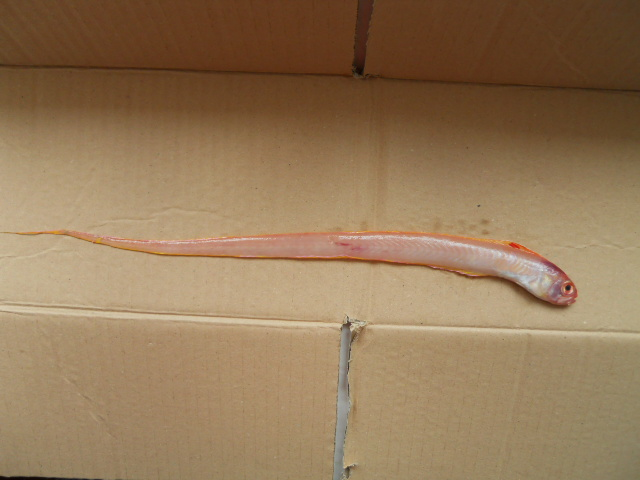
Cepola macrophthalma

Wstęgówkowate (Cepolidae) – rodzina morskich ryb okoniokształtnych (Perciformes).

## Klasyfikacja
Rodzaje zaliczane do tej rodziny:
- Acanthocepola
- Cepola
- Owstonia
- Pseudocepola
- Sphenanthias